# Dominique Deville de Périère
Pour les articles homonymes, voir Deville et Périère.
Dominique Deville de Périère, née le 5 mars 1956 à Montélimar est Professeur des universités–Praticien hospitalier en odontologie à Montpellier en France.

## Biographie
Après avoir été directrice de l'UFR d'odontolgie de Montpellier de 1999 à 2004, elle a été élue présidente de l'Université Montpellier 1 en mars 2004 au premier tour, ce qui est assez rare dans ce genre d'élection, jusqu'en avril 2009, fin de son mandat.
Depuis son élection, elle s'efforce de restaurer le patrimoine historique important de l'université et de lui donner un rang international.
Elle dirige, par ailleurs, l'unité de physiologie et endocrinologie oro-faciale à l'UFR d'odontologie.
En 2005, le magazine l'Express la classe parmi les dix personnalités qui font le plus « bouger » la ville de Montpellier.
Le 20 novembre 2006, elle est nommée chevalier de l'ordre national du Mérite par le recteur de l'académie de Montpellier, Christian Nique.
Le 13 juillet 2009, elle est élevée au grade de chevalier de la Légion d'honneur.
Elle a présidé le PRES « Université Montpellier Sud de France » de décembre 2009 à septembre 2011. Depuis janvier 2010, elle est chargée de mission à la direction générale pour la recherche et l'innovation du ministère de l'Enseignement supérieur et de la Recherche.
Depuis 2018, elle est membre du directoire de la fondation Curie[réf. nécessaire] à Paris.

## Distinctions
- Chevalière de l'ordre national du Mérite (2006)
- Officière de l'ordre des Palmes académiques
- Chevalière de la Légion d'honneur (2009)